# Mihai Roman
Mihai Roman (ur. 16 października 1984 w Suczawie) – piłkarz rumuński grający na pozycji prawego pomocnika. 

## Kariera klubowa
Karierę piłkarską Roman rozpoczął w klubie Cetatea Suceava. W 2005 roku awansował do kadry pierwszej drużyny Cetatei. W 2005 roku zadebiutował w jej barwach w drugiej lidze rumuńskiej. W Cetatei grał do 2007 roku i wtedy też przeszedł do zespołu FC Brașov. W 2008 roku awansował z nim z drugiej do pierwszej ligi rumuńskiej. W rumuńskiej pierwszej lidze swój debiut zanotował 26 lipca 2008 w zwycięskim 1:0 domowym meczu z Unireą Urziceni. W zespole z Braszowa grał do końca sezonu 2009/2010.
W 2010 roku Roman odszedł z Braszowa do Rapidu Bukareszt. W Rapidzie zadebiutował 23 lipca 2007 w wygranym 2:0 domowym meczu z FC Vaslui.
29 maja 2013 roku podpisał kontrakt z Toulouse FC. W 2016 przeszedł do FC Botoșani.
| Sezon   | Klub            | Kraj    | Rozgrywki | Mecze | Bramki | Rozgrywki Europy | Mecze | Bramki |
| ------- | --------------- | ------- | --------- | ----- | ------ | ---------------- | ----- | ------ |
| 2005/06 | Cetatea Suceava | Rumunia | Divizia B | 22    | 5      | –                | –     | –      |
| 2006/07 | Cetatea Suceava | Rumunia | Liga II   | 32    | 9      | –                | –     | –      |
| 2007/08 | FC Brașov       | Rumunia | Liga II   | 28    | 4      | –                | –     | –      |
| 2008/09 | FC Brașov       | Rumunia | Liga I    | 31    | 3      | –                | –     | –      |
| 2009/10 | FC Brașov       | Rumunia | Liga I    | 25    | 3      | –                | –     | –      |
| 2010/11 | Rapid Bukareszt | Rumunia | Liga I    | 29    | 4      | –                | –     | –      |
| 2011/12 | Rapid Bukareszt | Rumunia | Liga I    | 28    | 3      | Liga Europy UEFA | 6     | 1      |
| 2012/13 | Rapid Bukareszt | Rumunia | Liga I    | 26    | 1      | Liga Europy UEFA | 3     | 0      |
| 2013/14 | Toulouse FC     | Francja | Ligue 1   | 5     | 0      | –                | –     | –      |
| 2014/15 | Toulouse FC     | Francja | Ligue 1   | 0     | 0      | –                | –     | –      |
| 2015/16 | Toulouse FC     | Francja | Ligue 1   | 0     | 0      | –                | –     | –      |

Stan na: koniec sezonu 2015/2016.

## Kariera reprezentacyjna
W reprezentacji Rumunii Roman zadebiutował 6 czerwca 2009 roku w wygranym 1:0 meczu eliminacji do MŚ 2010 z Litwą.
| Mecze i gole w reprezentacji | Mecze i gole w reprezentacji | Mecze i gole w reprezentacji | Mecze i gole w reprezentacji | Mecze i gole w reprezentacji | Mecze i gole w reprezentacji | Mecze i gole w reprezentacji |
| #                            | Data                         | Stadion                      | Rywal                        | Wynik                        | Gol                          | Rozgrywki                    |
| 2009                         | 2009                         | 2009                         | 2009                         | 2009                         | 2009                         | 2009                         |
| ---------------------------- | ---------------------------- | ---------------------------- | ---------------------------- | ---------------------------- | ---------------------------- | ---------------------------- |
| 1.                           | 06.06.2009                   | Mariampol, Litwa             | Litwa                        | 1:0                          | 0                            | el. MŚ 2010                  |
| 2.                           | 12.08.2009                   | Budapeszt, Węgry             | Węgry                        | 1:0                          | 0                            | towarzyski                   |
| 3.                           | 05.09.2009                   | Saint-Denis, Francja         | Francja                      | 1:1                          | 0                            | el. MŚ 2010                  |
| 4.                           | 09.09.2009                   | Bukareszt, Rumunia           | Austria                      | 1:1                          | 0                            | el. MŚ 2010                  |
| 5.                           | 14.11.2009                   | Warszawa, Polska             | Polska                       | 1:0                          | 0                            | towarzyski                   |
| 2010                         |                              |                              |                              |                              |                              |                              |
| 6.                           | 03.03.2010                   | Timișoara, Rumunia           | Izrael                       | 0:2                          | 0                            | towarzyski                   |
| 7.                           | 29.05.2010                   | Lwów, Ukraina                | Ukraina                      | 2:3                          | 0                            | towarzyski                   |
| 8.                           | 09.10.2010                   | Saint-Denis, Francja         | Francja                      | 0:2                          | 0                            | el. ME 2012                  |
| 2011                         |                              |                              |                              |                              |                              |                              |
| 9.                           | 08.02.2011                   | Paralimni, Cypr              | Ukraina                      | 2:2                          | 0                            | towarzyski                   |
| 2012                         |                              |                              |                              |                              |                              |                              |
| 10.                          | 27.01.2012                   | Belek, Turcja                | Turkmenistan                 | 4:0                          | 0                            | towarzyski                   |